# Svetovno prvenstvo v biatlonu 1996
Svetovno prvenstvo v biatlonu 1996 je štiriintrideseto svetovno prvenstvo v biatlonu, ki je potekalo med 3. in 11. februarjem 1996 v Ruhpoldingu, Nemčija, v štirih disciplinah za moške in ženske.

## Dobitniki medalj

### Moški
| Disciplina | Zlato                                                                         | Zlato     | Srebro                                                                      | Srebro    | Bron                                                                               | Bron      |
| 10 km      | Vladimir Dračov                                                               | 26:52,3   | Viktor Majgurov                                                             | 27:02,0   | René Cattarinussi                                                                  | 27:31,0   |
| 20 km      | Sergej Tarasov                                                                | 52:03.2   | Vladimir Dračov                                                             | 54:09,3   | Vadim Sašurin                                                                      | 54:13,9   |
| 4 x 7,5 km | Rusija · Viktor Majgurov · Vladimir Dračov · Sergej Tarasov · Aleksej Kobelev | 1:19:50,8 | Nemčija · Ricco Gross · Peter Sendel · Frank Luck · Sven Fischer            | 1:20:50,9 | Belorusija · Oleksij Ajdarov · Oleg Riženkov · Vadim Sašurin · Aleksander Popov    | 1:21:05,9 |
| ekipno     | Belorusija · Vadim Sašurin · Oleg Riženkov · Aleksander Popov · Peter Ivaško  | 26:05,6   | Rusija · Viktor Majgurov · Vladimir Dračov · Pavel Muslimov · Sergej Rožkov | 26:37,9   | Italija · René Cattarinussi · Pieralberto Carrara · Patrick Favre · Hubert Leitgeb | 26:49,8   |

### Ženske
| Disciplina | Zlato                                                                         | Zlato     | Srebro                                                                                 | Srebro    | Bron                                                                                      | Bron      |
| 7,5 km     | Olga Romasko                                                                  | 22:30,5   | Ann-Elen Skjelbreid                                                                    | 22:49,9   | Magdalena Forsberg                                                                        | 22:52,5   |
| 15 km      | Emmanuelle Claret                                                             | 46:43,1   | Olga Melnik                                                                            | 47:55,3   | Olena Petrova                                                                             | 48:15,7   |
| 4 x 7,5 km | Nemčija · Uschi Disl · Simone Greiner-Petter-Memm · Katrin Apel · Petra Behle | 1:33:59,8 | Francija · Corinne Niogret · Florence Baverel-Robert · Emmanuelle Claret · Anne Briand | 1:36:44,8 | Ukrajina · Tetjana Vodopjanova · Valentina Cerbe-Nesina · Olena Petrova · Olena Zubrilova | 1:36:49,1 |
| ekipno     | Nemčija · Katrin Apel · Petra Behle · Uschi Disl · Simone Greiner-Petter-Memm | 23:23,6   | Ukrajina · Tetjana Vodopjanova · Olena Petrova · Olena Zubrilova · Nina Lemeš          | 24:22,7   | Francija · Anne Briand · Corinne Niogret · Florence Baverel-Robert · Emmanuelle Claret    | 24:25,8   |

## Medalje po državah
| Poz | Država     | Zlato | Srebro | Bron | Skupaj |
| 1   | Rusija     | 4     | 4      | 0    | 8      |
| 2   | Nemčija    | 2     | 1      | 0    | 3      |
| 3   | Francija   | 1     | 1      | 1    | 3      |
| 4   | Belorusija | 1     | 0      | 2    | 3      |
| 5   | Ukrajina   | 0     | 1      | 2    | 3      |
| 6   | Norveška   | 0     | 1      | 0    | 1      |
| 7   | Italija    | 0     | 0      | 2    | 2      |
| 8   | Švedska    | 0     | 0      | 1    | 1      |